# Lucien Michard
Lucien Michard (17 de novembro de 1903 — 1 de novembro de 1985) foi um ciclista francês e campeão olímpico no ciclismo de pista. Venceu quatro vezes consecutivos o Campeonato Mundial de ciclismo de pista da UCI e perdeu um quinto, mesmo que ele cruzou a linha primeiro.
Foi medalhista de ouro na corrida de velocidade nos Jogos Olímpicos de Verão de 1924 em Paris.